# SK (旅客运输系统)
SK是由Soulé公司于巴涅尔德比戈尔制造的旅客自动输送系统。SK的名称是生产公司Soulé和设计师Kermadec的缩写。SK的车厢由缆索牵引的全自动轨道车辆系统运行，使得车厢能在运营期间匀速行驶，提高了稳定性。 此技术来自Soulé公司已经生产并已经在许多滑雪场成功使用的索道。车厢通过悬停结构系统来减速或停站。但此技术仅适用于短线。它无法在具有许多停靠站的长线路上，或有许多的急弯路线上工作，是因为存在脱缆的风险，以及在正常速度下缺乏稳定性的风险。
建造的线路系统包括：
- 服务于维勒潘特会展停车场的一条线路。

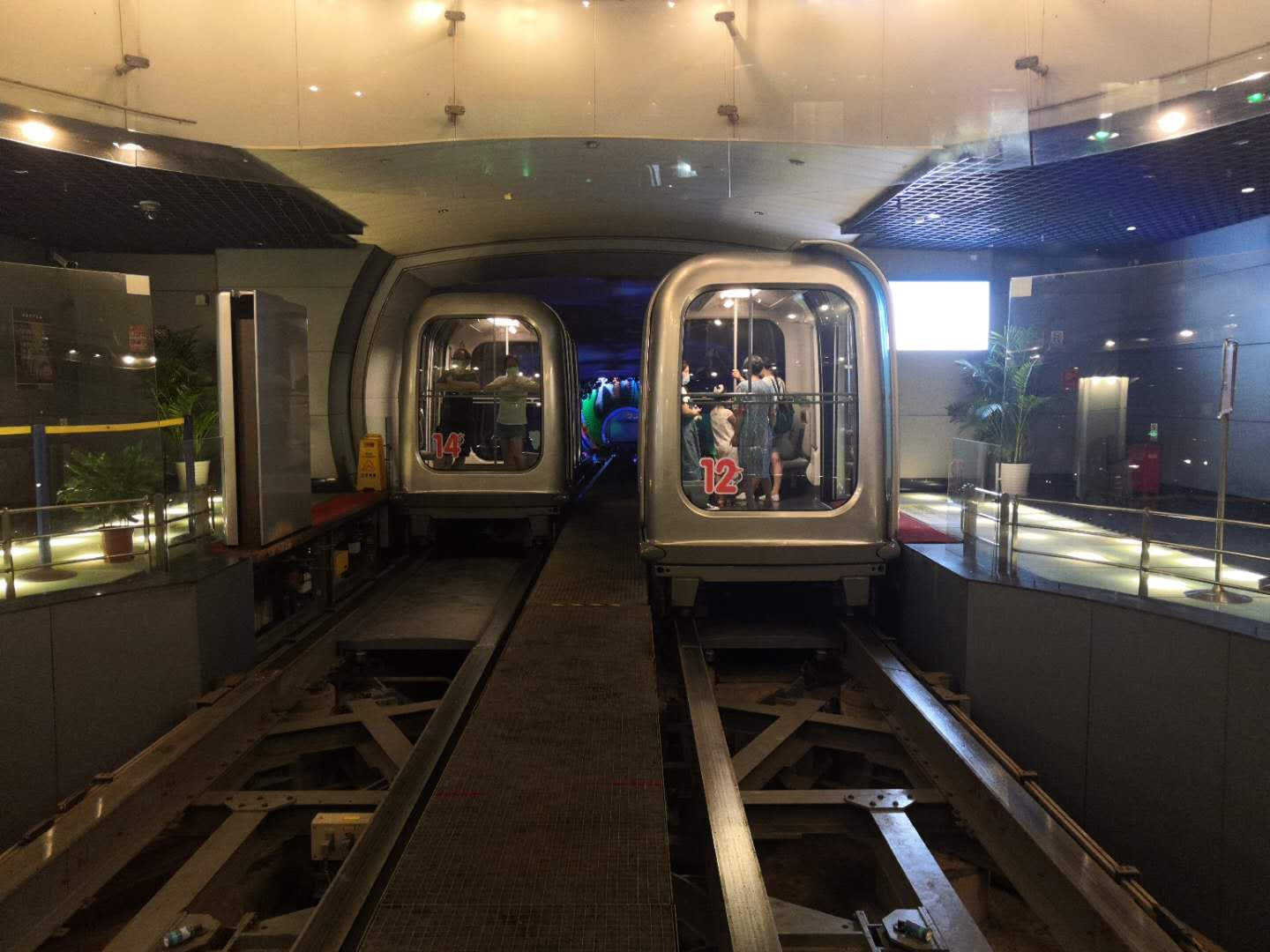
上海外滩观光隧道的两列SK6000形。

- 服务于大努瓦西的住宅区的一条线路，但住宅区并未建造，而线路也在休止，等待着未来的开通。

- 服务于巴黎夏尔·戴高乐机场的两条线路。其中一条应于1996年5月1日开通，但由于线路的长度（3500m），造成了许多技术问题及故障，使得这条线路不可能运营服务。另一条线应于1997年开通，但也没有开始运营。该项目在被放弃前耗费了1.48亿欧元，现在已由戴高乐机场内线代替。

- 外滩观光隧道，于2001年1月在上海开通，全长646.7米，设两座车站，至今仍在运营。

即，外滩观光隧道为当今全世界唯一使用该系统运营的线路。

## 争议
SK6000的车厢体积较小，达不到通勤的目的，且所需花费较多，对路线长度的限制，以及路轨的单一性，使得拆卸后无法再利用以及等等问题造成了这一车型当前的使用状况不佳。此外，票价过高也使这一项目广受诟病。例如上海外滩观光隧道，票价为单程30元/人，但实际乘坐体验却会有可能不值票钱的情况，也备受争议。 